# حصار بهرام خان
حصار بهرام‌ خان هي قرية في مقاطعة أرومية، إيران. عدد سكان هذه القرية هو 262 في سنة 2006.